# 左翼反布爾什維克起義
左翼反布爾什維克起義，一些無政府主義文獻中又稱第三次俄國革命，指的是一系列自十月革命後，到俄國內戰與布爾什維克統治初期，各左翼政黨與組織爲反對布爾什維克而發起的起義與叛亂。它們由些許左翼團體領導或支持，如社會革命黨之中的一些派別、例如左翼社會革命黨，還有孟什維克和無政府主義者的支持。
通常來說，反對布爾什維克的叛亂與起義最早始於1918年，原因是布爾什維克挑釁蘇維埃民主制度、簽署《布列斯特-立陶夫斯克條約》（部分左翼革命黨人與反對派認為該條約給了同盟國較大讓步，並背叛了祖國與人民以及協約國之盟友；也有認為該條約限制了擴張革命之潛力。）；以及反對布爾什維克的社會經濟政策。在十月革命後的你死我活的殘酷鬥爭的幾年裡，布爾什維克的態度變得越來越強硬。這些叛亂和暴動主要發生在俄国內戰期間與之後，直到1924年左右叛亂之力量才逐漸減弱，不過在第二次世界大戰仍存有小規模叛亂。
儘管布爾什維克要對抗親羅曼諾夫的保皇派、改革派的社會民主黨人、前帝俄軍官和白軍以及協約國為白軍派來的干預力量、援助和物資的力量。但弗拉基米爾·列寧仍認為左翼反對派是布爾什維克政權所面臨的最大威脅，他称喀琅施塔得起義「無疑比鄧尼金、尤登尼奇和高爾察克加起來都還要危險」。
布爾什維克的右翼敵人由紅軍戰鬥所打擊解決，因為他們主要存在於紅軍控制的領土之外，而左翼反對派敵人則由契卡打擊處理，因為他們通常在布尔什维克控制的領土內。

## 背景
1917年2月的二月革命推翻了俄羅斯帝國，新生的临时政府采用的共和制取代了此前的沙皇專制制度。臨時政府成立後，立憲民主黨的格奥尔基·利沃夫任第一任臨時政府部長總理，但由于无法争取到足够的支持，隨後即被社會革命黨人亚历山大·克伦斯基所取代。與此同時，曾于1905年革命中自发出现的，被称为苏维埃的工人、农民和士兵大会开始在全国各地湧現。
臨時政府之中的孟什維克和社會革命黨主張俄國繼續參與第一次世界大戰。布爾什維克卻稱這場戰爭為帝國主義之間的戰爭，並呼籲以革命方式推翻臨時政府的「帝國主義政府」。與此同時，在孟什維克和社會革命黨內部，存在著同樣有反戰立场的派別（分別是孟什维克国际派和左翼社會革命黨），但他們的大部分領導層都參與了這兩場戰爭。在1917年的七月危機之中，孟什維克與社會革命黨支持鎮壓布爾什維克，後者在彼得格勒建立起了蘇維埃，和臨時政府相互對立。
俄羅斯共和國政府雖於9月正式宣布成立，然臨時政府無法阻擋彼得格勒蘇維埃崛起。1917年十月革命，布爾什維克黨通過在最重要的蘇維埃中同時進行選舉和在軍事叛變的支持下進行有組織的起義而掌权。在一支來自喀琅施塔得的無政府主義水手分隊在阿納托利·熱列茲尼亞科夫的領導下，衝進了冬宮，廢除了臨時政府。許多人支持布爾什維克起義的幾個主要原因是布爾什維克的反戰立場和舉行社會革命，列寧提出的口號「和平、土地與麵包」便是例證。
1917年11月，布爾什維克利用了第二次全俄工兵代表蘇維埃大會上所獲得的臨時多數，然布爾什維克可獲得多數原因為各黨派在推翻臨時政府後，黨派組織陷入混亂，布爾什維克藉此把全俄中央執行委員會确立為國家權力機關，也基本上獨立於蘇維埃。布黨隨後成立了人民委員會，以掌控國家經濟。不久，契卡成立，由波蘭貴族費利克斯·捷爾任斯基領導。
布爾什維克邀請左翼社會革命黨和孟什維克國際派加入新成立的苏俄的中央執行委員會。孟什維克和右派社會革命黨人退出蘇維埃代表大會，以回應新的權力轉移。邀請也導致社会革命党分裂，另立左翼社会革命党，分裂出來的左翼社會革命黨加入布爾什維克主導的聯合政府，並支持布爾什維克立即頒布社會革命黨的土地再分配方案。左翼社會黨人獲得了四個政委職位，其黨員也可以在契卡內部擔任高級職務。但在布爾什維克開始與同盟國談判後，左翼社會革命黨人就在戰爭問題上與布爾什維克產生分歧。

### 無政府主義者的反對
無政府主義者同社會革命黨一樣，或多或少與布爾什維克黨存在分歧，雖說有些許無政府主義者支持布爾什爾克黨並在其政府之中任職。無政府主義者大致情況如下：有些人保持中立，有些人積極抵制布黨。支持蘇維埃政府的無政府主義者被反布爾什維克的無政府主義者稱為「蘇維埃式無政府主義者」，也于1919年8月被列寧稱讚為 「蘇維埃政權最忠實的支持者」。

## 制憲會議

### 解散制憲會議

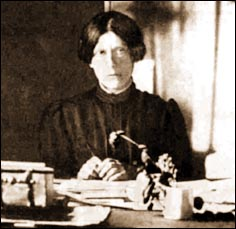
瑪麗亞·斯皮里多諾娃

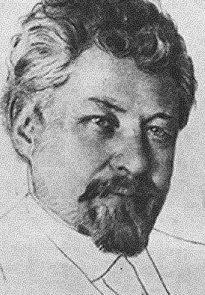
維克托·切爾諾夫

起初，布爾什維克支持制憲會議，可是臨時政府卻以種種藉口拖延召開制憲會議。十月革命后，选举是由前临时政府任命的机构进行的，並以普選作為基礎。並且左翼與右翼社會革命黨人也與名單之內，雖說反蘇維埃的右翼社會革命黨人佔據了會議大部分議席，但是這卻又反映出另一種情況，即絕大部分的社會革命黨人親蘇。
列寧在《真理報》上發表的《關於製憲會議》之中指出：「由於階級矛盾、與烏克蘭的衝突以及與卡列金起義……因而民主是不可能的。」他認為，制憲會議必須無條件地接受蘇維埃對其的主權，否則蘇維埃將動用「革命之手段」來處理制憲會議。
1917年12月30日，社會革命黨人尼古拉·阿夫克森齐也夫及其追隨者因組織陰謀活動被捕。這是布爾什維克首次對社會主義的政黨使用這種鎮壓手段。《消息報》評价称，此次逮捕與阿夫克森齐也夫在製憲會議中的成員身份無關。
1918年1月4日，全俄羅斯中央執行委員會作出決議，將「一切權力歸制憲會議」這句口號列為反革命口号，而這句話相當於「打倒蘇維埃」。
制憲會議最終於1918年1月18日召開。右派代表切爾諾夫擊敗布爾什維克支持的候選人左派代表瑪麗亞·斯皮里多諾娃，當選為總統。大多數人拒絕接受蘇維埃對制憲議會之主權控制；布爾什維克對此的回應是：布爾什維克和左翼社會革命黨人離開議會，並被武裝警衛暨水手熱列茲尼亞科夫所驅離。同時舉行的支持制憲會議的示威也被用武力驅散，但事後卻沒有什麼抗議；這是因為當時人們普遍支持布爾什維克。

### 制憲會議起義
1918年4月，再生聯盟于莫斯科成立，是一個組織民主力量抵抗布爾什維克統治之地下組織，由人民社會主義、右翼社會革命黨以及「捍衛者」等組成。他們的任務是支持任何反對布爾什維克的力量，最終目的是建立一個基於公民自由、愛國主義和國家意識的國家製度，並將俄國從德國以及布爾什維克的枷鎖之中解放出來。
1918年5月7日，社會革命黨第八次黨代會在莫斯科召開，會議承認再生聯盟的領導作用。為拯救俄國，其就必須把政治意識形態和階級置之不理。為此，社會革命黨人決定起義，反對布爾什維克，最終目標是為了重新召開俄國製憲會議。
而又在準備工作進行之際。捷克斯洛伐克軍團於1918年5月底至6月初起義並推翻了布爾什維克在西伯利亞、烏拉爾和伏爾加地區等地的統治，因此社會革命黨的活動中心便轉移到了那裡。1918年6月8日，五名制憲會議成員在薩馬拉成立了憲法制定議會議員委員會，並宣布其為新的全國最高權力機構。

### 白軍與制憲會議

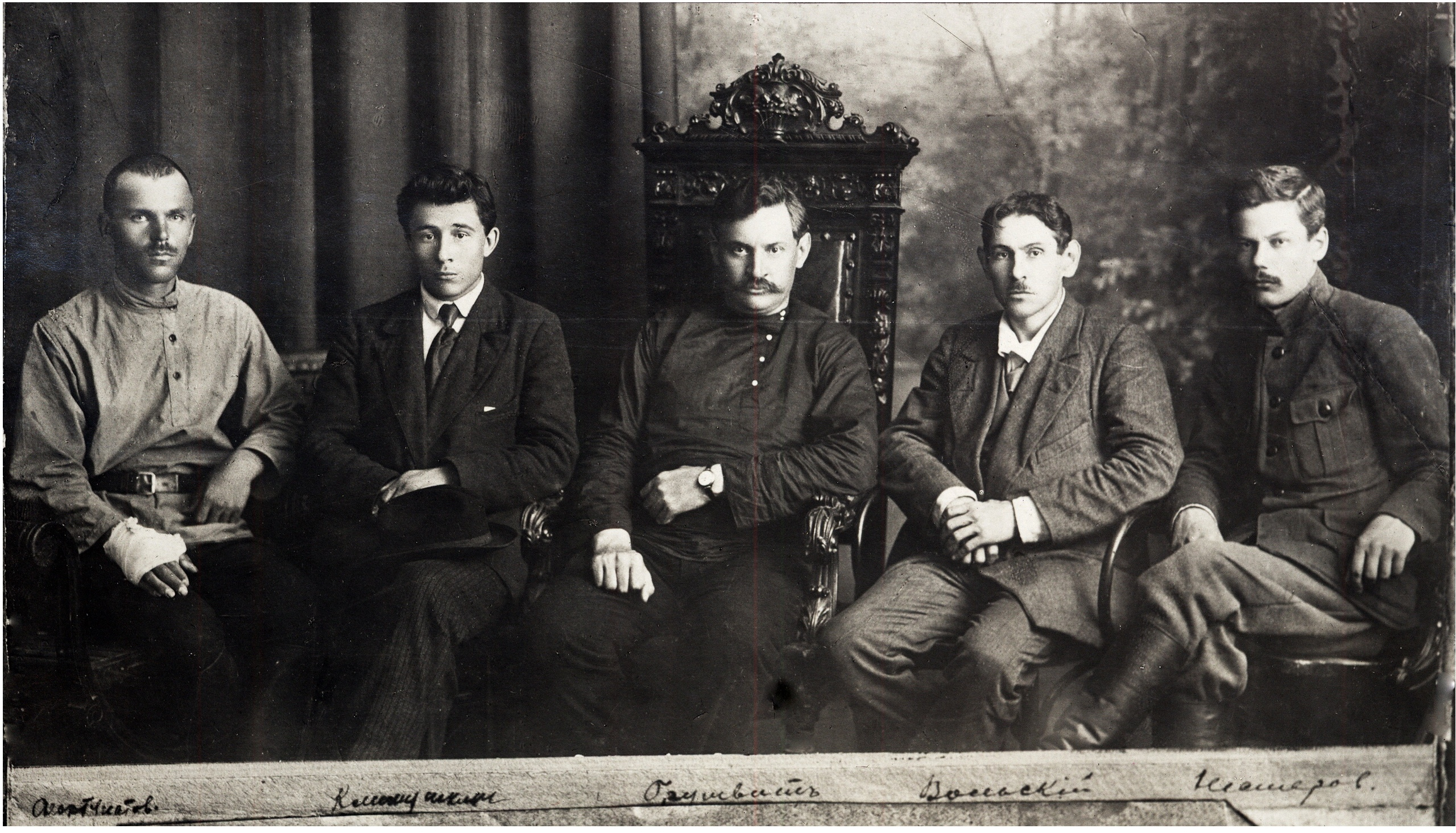
全俄制憲会议委员会的五名成员

全俄製憲會議委員會因爲得到了捷克斯洛伐克軍團的支持，因此其能控制並在伏爾加河-卡馬地區的大部分地區行使其權力。然而，西伯利亞和烏拉爾的大部分地區依舊是被地方民族主義者、哥薩克、軍隊以及右翼自由主義建立起的地方政府或杜馬所控制；而這些地方實力派也不斷地与制憲會議委員會發生衝突。1918年9月，全俄製憲會議委員會解散前其規模最終發展到約90名制憲會議成員；當時各個白軍控制地方或反對布爾什威克的地方政府以及杜馬組成了全俄羅斯臨時政府，其最終目標是一旦情況允許就重新召開制憲會議。
2. 在其活动中，政府将坚定不移地以制宪会议无可争议的最高权利为指导。它将不懈地确保临时政府下属的所有机关的行动不会以任何方式侵犯制宪会议的权利或阻碍其恢复工作。
3. 立憲會議一旦恢復運轉，政府將無條件地服從唯一的國家最高權力機構立憲會議。
盡管全俄制宪会议委员会继续以「制宪会议成员代表大会」的名义运作；盡管乌法的全俄臨時政府口頭上支持他，不然，實際上卻全無實際權力。
向作为合法国家機構所运作的制宪会议成员大会提供一切可能的援助，帮助其独立开展工作，确保制宪会议成员順利遷移至安全區域，以及加快和准备制宪会议以目前的组成形式恢复活动。
起初，制憲會議得到社會革命黨中央委員會之支持，然後，制憲會議便委派两名右翼成员阿夫克谢耶夫和赞齐诺夫到烏法的臨時政府那裏去。然而，1918年9月19日，維克托·切爾諾夫于抵达萨马拉後，他其後卻说服社會革命黨中央委员会撤回对制憲會議之的支持，因为他认为制憲會議过于保守，而社會革命黨對其影響也較少。
結果這卻使科穆奇的制憲會議陷入其政治真空狀態之中；其後，就在幾个月后，即1918年11月，西伯利亚臨時政府的社會革命党與孟什维克的聯合临时政府在一場军事政变中被推翻。11月16日，高爾察克结束考察返回鄂木斯克，當時有人找他谈话，而他卻回絕其掌權之可能。1918年11月18日，乌法政府被白軍右翼军官推翻，其後他們任命高爾察克爲全俄羅斯最高統治者，同時，其也晋升为海军上将。11月18日，社會革命黨政府的领导人和其成员被由克拉西尼科夫领导的一支哥萨克部队所逮捕。其余的内阁成员开会并投票支持高爾察克成为拥有独裁权力的政府首脑。被捕的社會革命黨黨人被驱逐出西伯利亚，隨後流亡歐洲。
在乌法政府垮台后，切尔诺夫制定了他所谓的「第三条道路」，即又反对布尔什维克，也反對右翼的高爾察克政權。但社会革命党試圖將自己作爲俄國內戰之中一支獨立的政治力量的努力並沒有成功，最終其黨分裂並幾乎瓦解。右翼社會革命黨方面，尼古拉·阿夫克谢耶夫和弗拉基米尔·增津诺夫得到了高爾察克準許流亡國外之許可。左翼方面，一些左翼社會革命党人甚至开始与布尔什维克和解。社會革命黨人譴責高爾察克，甚至放言要殺死他。而维克托·切尔诺夫甚至一度试图发动反对科尔察克的起义。而社會革命黨的反對活动最終引發了1918年12月22日的鄂木斯克起义；然而最終该起义被哥萨克镇压，並且他們就地处决了近500名革命者。

## 左翼社會革命黨

### 分歧
左翼社會革命黨人普遍对布尔什维克签署的《布列斯特-立陶夫斯克條約》之中的苛刻條件感到失望和不滿，此條約的籤署也令左翼社會革命黨人由合作轉向反對。左翼革命黨人於1918年3月离开政府以抗议，包括左翼社会革命黨人在內的對條約的批評者將布黨稱之爲德國人的走狗。左翼社会革命黨人在其後主張應當發動革命戰爭，以便將革命擴展到西歐（特別是德國），他們的觀點認爲，隨着戰爭愈演愈烈，隨着戰爭的持續，士兵們和工人們會因爲看不到勝利之希望而產生反戰情緒，最終引發一場大規模的起義並在德國建立蘇維埃政權；羅莎·盧森堡也如此认为。但最後預想之大起义並没有爆发，部分原因是《布列斯特-立陶夫斯克條約》的籤訂之後，給予德國國內一種快要勝利之虛幻感，而德國政府也借此條約對國內工人階級以及軍隊做宣傳，以便讓他們繼續支持戰爭。

### 孟什維克和社會革命黨被排除出蘇維埃
1918年7月4日，第五次全俄苏维埃大会召開，左翼社会革命党有352名代表參加，布尔什维克有745名代表參加。左翼社会革命黨對布爾什維克打壓其他左翼黨派与籤署《布列斯特-立陶夫斯克條約》感到不滿與反對。6月14日，布尔什维克将右翼社會革命黨和孟什维克排除于聯合政府之外，理由爲他們與反革命分子聯系，并试图「组织对工人和农民的武装攻击」（尽管孟什维克没有支持他们），而左翼社會革命黨則反對布党将其排除，並希望所有左翼政黨組建聯合政府。左翼社会革命党人贊成鎮壓政治反對派與反革命，但反對法外處決與死刑。同時，左翼社会革命黨强烈反对《布列斯特-立陶夫斯克條約》。

### 起義

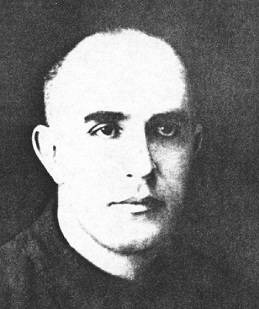
鮑里斯·卡姆科夫，左翼社會革命黨領袖之一。

左翼社會革命黨在蘇維埃大會上被布尔什维克擊敗，並且其反對條約與對德國宣戰之議案被布尔什维克否決後，左翼社會革命黨人們便離開了蘇維埃大會。由於感到會被布尔什维克鎮壓之威脅，因此左翼社會革命黨人利用其在契卡内部的地位，于1918年7月6日暗杀了德国驻莫斯科大使威廉·馮·米爾巴赫伯爵，他們期望借此破壞《布列斯特-立陶夫斯克條約》，並將蘇維埃俄國再次帶入與德國戰爭之中。左翼社會革命黨人天真以爲刺殺米爾巴赫伯爵後人民便會支持他們的主張，因此，左翼社會革命黨人宣稱將要發動一场反对与德国和平的起义，虽说起義不一定反对布尔什维克及其苏维埃政权。
叛軍主力是一支由左翼社會革命黨和契卡成員德米特里·伊万諾維奇·波波夫所指揮的隊伍，約有1800名革命者參與叛亂。叛軍們用大砲轟擊克里姆林宮，奪取了電話局和電報局。而在他們控制的兩天之中，他們以左翼社會革命黨中央委員會的名義發出了幾份宣言、公告和電報。其後他們宣布左翼社會革命黨已經接管了政權，而他們自稱其叛亂行動受到了全體人民的歡迎。隨後第五次蘇維埃大會立即指示政府立即鎮壓叛亂，大會上的左翼社會革命黨人也紛紛被逮捕。最終，左翼社會革命黨人之起義被鎮壓，隨後其被取消與排除出聯合政府之中之職位，而左翼社會革命黨也是當時蘇維埃最後一個獨立政黨。因此在這之後，布尔什维克便成了聯合政府之中唯一的政黨。

### 口號
社會革命黨於起義之中聲稱要為恢復二月革命而戰。而一些無政府主義者使用「第三次俄國革命」之口號，而後來的喀琅施塔得起義之中，此口號也被起義軍廣泛使用。

### 鎮壓
由於隨後下诺夫哥罗德等地出現平民起義，因而列宁曾发电报要求在那裏「運用大規模的恐怖手段」來鎮壓其平民起義，同時也用恐怖手段來镇压抗議武裝徵糧的奔薩農民。
《共產主義黑皮書》寫道：“很明顯的是，下諾夫哥羅德的那羣起義者正爲即將到來的白軍起義而所準備。”列寧在1918年8月9日給下諾夫哥羅德蘇維埃執行委員會主席的電報中如此寫道，以回應先前其向中央提交的農民反對武裝徵糧之報告。“你們必須迅速的實施大規模的恐怖，並且槍斃那些引誘士兵喝醉酒的數百名妓女們，以及所有帝俄前軍官。一刻也不能耽誤，你們必須堅決地採取行動，進行大規模的報復行動……對任何被抓到擁有槍支的人立即處決。並且大規模驅逐所有疑似孟什維克的或其他可疑的人。”第二天，列寧給奔薩蘇維埃中央執行委員會發了一份類似的電報。
同志們！你們五個地區所發生的富農起義必須毫不留情地予以鎮壓。爲了革命，我們必須要對富農作最後鬥爭！你們必須給這些人做個榜樣。（1）吊死（我是說公開吊死，讓人們看到）至少100個富農、有錢的混蛋和吸血鬼。（2）公佈他們的名字。（3）扣押他們所有的糧食。（4）按照我在昨天的電報中的指示，單獨挑出那些人質，做好這一切；並讓方圓幾里的人們看到這一切，讓他們理解這一切，讓他們顫抖著告訴自己，我們正在殺死嗜血的富農...而我們將繼續這樣做！請回复我並說你已經收到並執行了這些指示。你的，列寧。

### 刺殺企圖

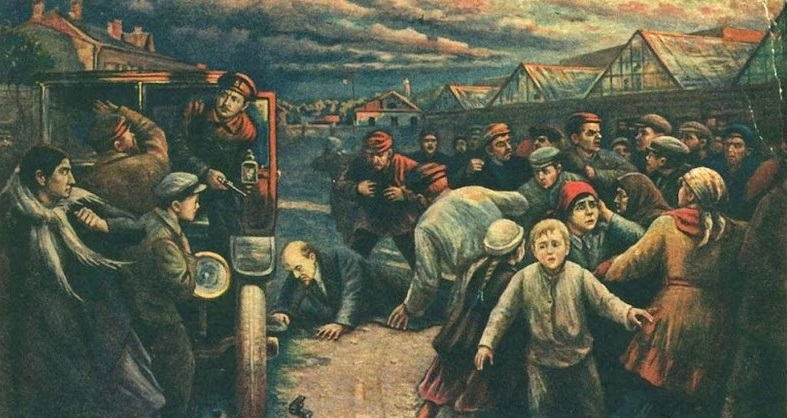
弗拉基米尔·普切林繪制的《刺殺列寧》

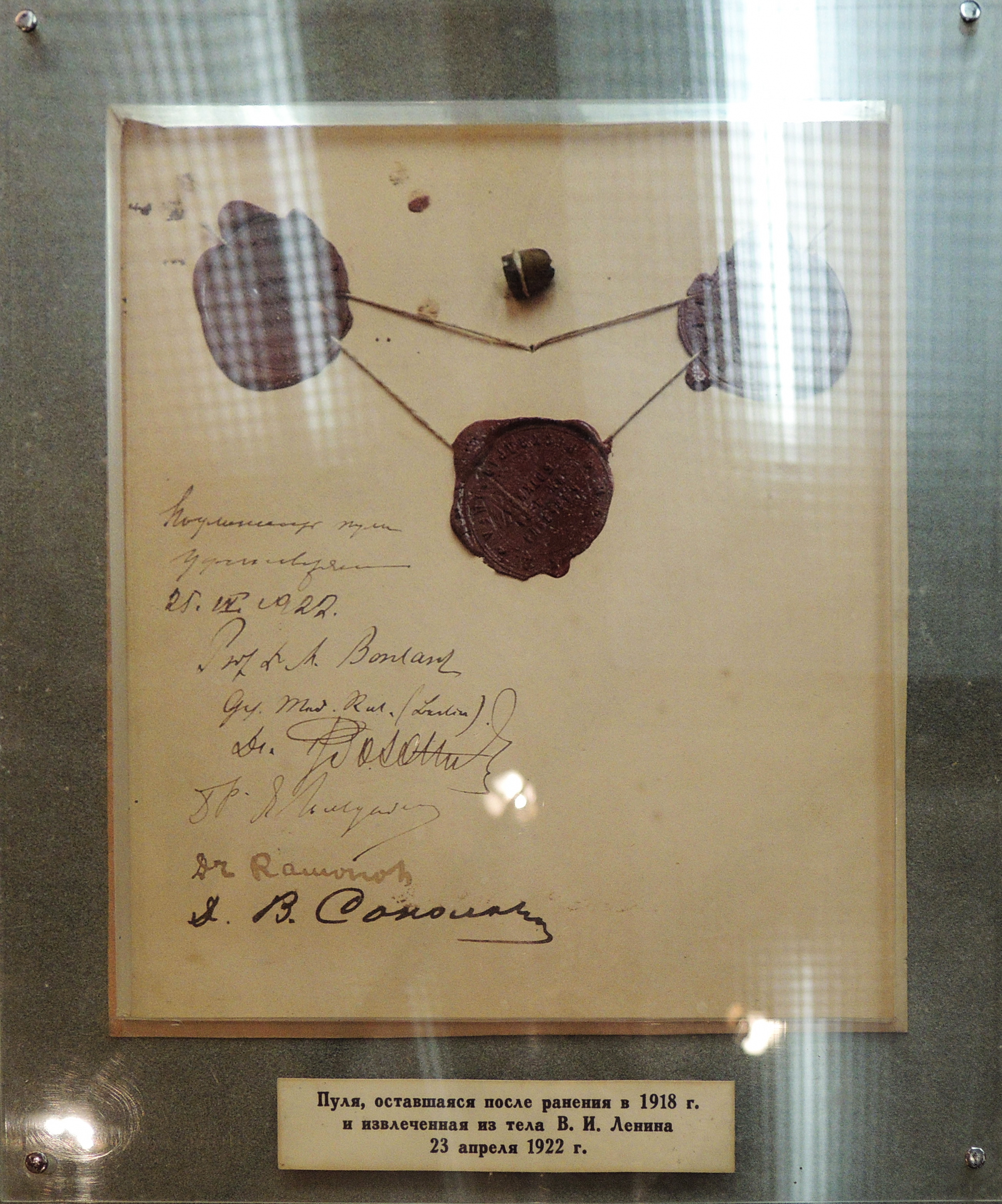
卡普蘭刺殺列寧後其手槍射入列寧身體內的子彈，这颗子弹直到1922年才從列寧遺體之中取出

1918年8月30日［儒略曆8月17日］，薩溫科夫的戰友，社会革命党人列昂尼德·坎内吉瑟，其在彼得格勒的契卡總部外暗殺了局长摩西·烏里茨基。同一天，列宁遭到范妮·卡普蘭暗殺，但卻只令列寧重傷；雖說如此，但卡普蘭的暗殺依舊在列寧的脖子内留下了一颗子弹，这对他的身体造成了严重伤害，并可能促成了他的中风。而針對列寧以及烏裏茨基的刺殺最終令以雅科夫·斯維爾德洛夫爲首的全俄羅斯中央執行委員會通過決議實施紅色恐怖。

### 孟什維克回歸蘇維埃
1918年11月，第六次全俄蘇維埃大會召開，會議上批準了一項大赦令：契卡需釋放那些被其拘留的，在逮捕後兩週內沒有明確指控的人，以及釋放不太重要的一般人質。會議還向其他社會主義政黨伸出了橄欖枝。1918年10月的孟什維克會議宣布了對蘇維埃政府的軍事支持，但依舊反對契卡與紅色恐怖。11月30日，全俄羅斯中央執行委員會廢除了對孟什維克排除出蘇維埃之命令—那些依舊在支持紅軍之敵人的除外。

## 孟什維克

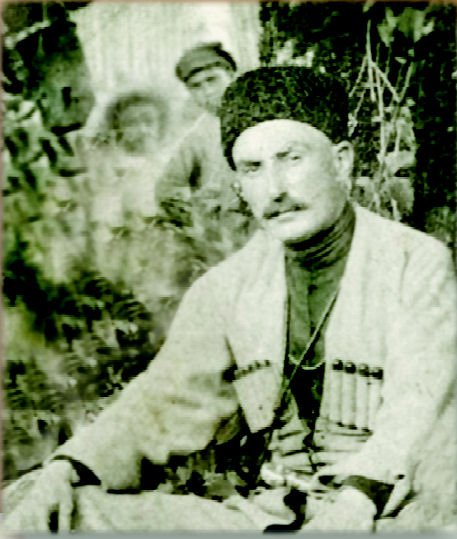
卡库察·乔洛卡什维利，格魯吉亞反蘇遊擊隊領袖，被視爲格魯吉亞的民族英雄

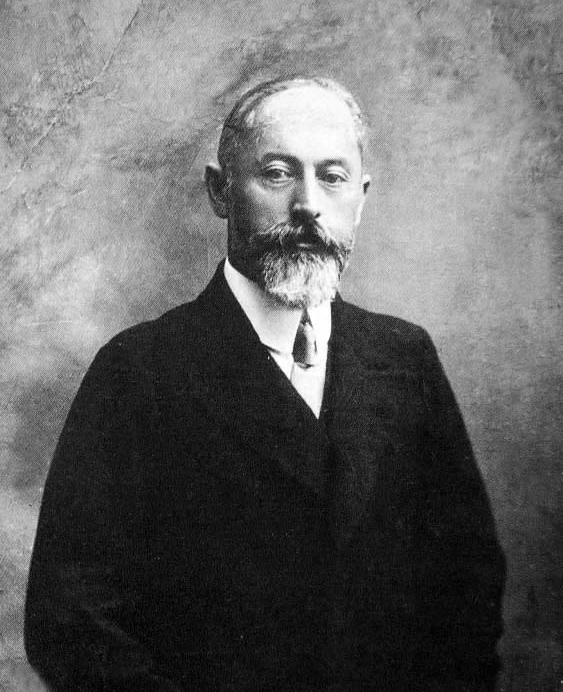
諾伊·佐達尼亞

二月革命後，雖說外高加索地區名義上由臨時政府設立的外高加索特别委员会所管理，其實不然，孟什維克控制了格魯吉亞大部分的蘇維埃，並於1918年宣布成立格鲁吉亚民主共和国；而孟什維克政治家諾伊·佐達尼亞則就任該國總理。1921年2月15 日，布爾什維克的第11軍入侵格魯吉亞；1921年2月25日，格魯吉亞被強制苏维埃化。列宁曾建议“对格鲁吉亚知识分子和小商人采取让步政策”。并“與諸如諾伊·佐達尼亞的孟什維克們合作”。然在紅軍入侵後，大部分孟什維克流亡巴黎。而布爾什維克佔領格魯吉亞後三年，又因1921年隨之而來的飢荒，以及孟什維克依舊在格魯吉亞有良好聲譽與支持；布爾什維克在少獲得格魯吉亞農民的支持下進行集體化又招致強烈反對；終於1924年8月爆發起義。起义起初僅是由逃入森林的遊擊隊的游击战为主力，後來，在格魯吉亞獨立委員會和其他遊擊隊統籌之下，发动全面起義，最後被鎮壓。而這也終結了布爾什維克與孟什維克合作的任何可能，隨之而來的便是布爾什維克的大規模鎮壓與處決。鎮壓後，格別烏格魯吉亞支部領袖莫吉列夫斯基開始大規模的鎮壓行動，而他曾發誓“必须将整个格鲁吉亚都夷为平地”；許多人未經審判就被處決。鎮壓行動殺害了許多家庭，當然也包括婦女和兒童在內，20000人也被流放至西伯利亞，有12578人也因此被處決，而這其中佔多數的大多爲知識分子與貴族。

### 紅軍入侵格魯吉亞

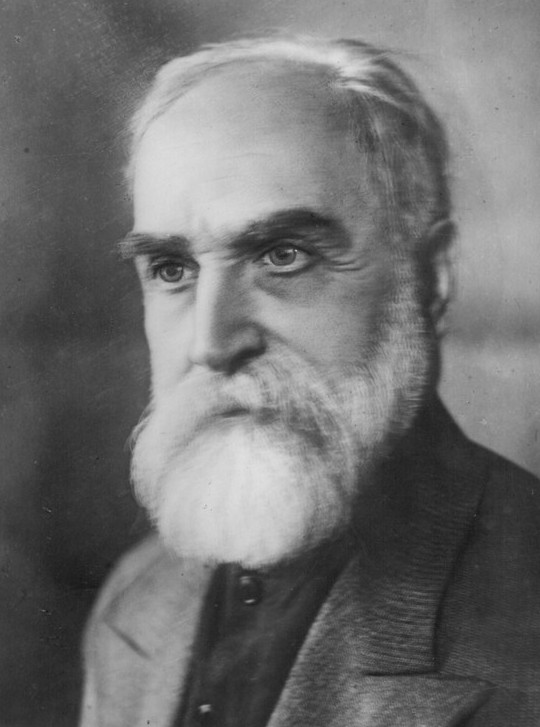
格魯吉亞布爾什維克革命家菲利普·马哈拉泽

雖說自俄國二月革命後格魯吉亞已事實上從俄國獨立，並於1918年脫離外高加索聯邦独立建國。孟什維克借由控制格魯吉亞大部分的蘇維埃取得政權，甚至在1920年的莫斯科條約中令蘇俄承認格魯吉亞獨立，以換取格魯吉亞不允許敵對布爾什維克之軍隊在其境內和允許布爾什維克在格魯吉亞組織的合法化。然格魯吉亞盡管以農業爲主，也有小規模的工業，但經濟却依賴俄國，且落後的農業迫使格魯吉亞不得不向外進口糧食而又禁止本國糧食出口，且其也沒有建立一支強大之軍隊來武裝自己，虽有大量曾在帝俄服役的高素质專業军官，但是格魯吉亞之軍隊總體上缺乏糧食供應—吃不飽，装备差。虽然从孟什维克党员中招募的志願衛隊，即格鲁吉亚人民卫队，积极性和纪律性较好，但其作为一個由党主導的职能部门，武器装备缺乏，且高度政治化的，作为与作用並不比軍隊大。
盡管布爾什維克積極煽動格魯吉亞內部的農民騷亂與民族衝突，以及借由政治動蕩試圖發起布爾什維克政變；然布爾什維克在格魯吉亞缺少影響力和政治力量，以至於其無法在沒有外力幫助之下取得政權。
1921年2月11日至12日晚，在謝爾戈·奧爾忠尼啟則的煽动下，布尔什维克軍隊袭击了亚美尼亚和阿塞拜疆边境附近以亚美尼亚族为主的洛里区和附近的舒拉维里村的格鲁吉亚地方军事哨所。1920年10月，土耳其人對亞美尼亞人實施種族滅絕時，格鲁吉亚以保卫该地区和提夫利斯的通道为借口，以此接管了亚美尼亚-格鲁吉亚邊境的争议的洛里“中立区”；盡管亚美尼亚政府提出抗议，但卻沒有能力反抗。
不久，格魯吉亞布爾什維克起義，就在這時以亚美尼亚为基地的红军部队在沒有得到莫斯科的批準下就迅速援助起義的格魯吉亞布爾什維克。当格鲁吉亚政府就这些事件向苏联驻第比利斯特使阿隆·辛曼提出抗议时，他卻否認起義是爲莫斯科爲策劃的；与此同时，格魯吉亞布尔什维克已经在舒拉维里建立了格鲁吉亚革命委员会（Georgian Revkom），隨後，在格鲁吉亚布尔什维克菲利普·马哈拉泽的要求下，其正式向莫斯科請求援助。最終，列寧屈服於斯大林和奥尔忠尼启，同意入侵格魯吉亞，借口爲幹涉起義。然而入侵並沒有得到委員會所有人之同意，比如卡爾·拉狄克反對，且其決定也對當時人在烏拉爾的託洛茨基保密。
最終，格魯吉亞國防軍兵敗如山倒；而在格魯吉亞新成立政府也如列寧所望般希望與當地孟什維克合作，而列寧本人也贊成與格魯吉亞的孟什維克合作；而格魯吉亞的布爾什維克起義在格魯吉亞也沒受到多數歡迎。列寧生病後，關於格魯吉亞孟什維克和其地位問題引發了布爾什維克內部鬥爭，史稱“格鲁吉亚事件”，終以斯大林-奥尔忠尼启则路线取胜。

## 其他起義

### 坦波夫起義

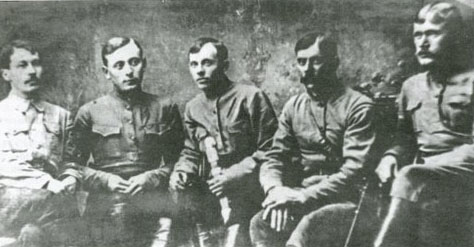
亞歷山大·安東諾夫與其他綠軍將領

布爾什維克在俄國內戰期間採取戰時共產主義以供應城市所需的糧食，而其又是通过强制征用村庄的粮食來實現的，卻也沒有對農民有經濟補償；因此这遭到了农民的抵制，而且強制徵用過程中，徵糧隊常常使用暴力。而且，要征用的谷物数量不是根据产量来衡量的。相反，委员会根据战前的产量进行了粗略的估计，因此，破坏、作物歉收和人口等因素都不在徵用之考慮範圍內。
而農民對此的回應往往是减少農作物的种植面积，因爲不在有利益驅使其生產盈餘。与城市不同，布尔什维克幾乎在農村少有支持；在1917年的各种选举中，社会革命党总是在农村地区获得优势。
1920年8月19日，起义最先在小城基特罗沃爆發，當時红军一支軍事徵糧隊在那里侵占了所有可以侵占的东西，并“在众目睽睽之下殴打七十岁的老人”。
最終在1920年，在前左翼社會革命黨人亞歷山大·安東諾夫的領導下，坦波夫省爆发了反抗布尔什维克武装征粮的坦波夫起義；並最終以起義被鎮壓而結束。

#### 結果
喀琅施塔得起義和坦波夫起義被镇压后，布爾什維克迫於局勢頒布一系列政策，稱爲新經濟政策，新經濟政策其中就包括实物税取代餘糧收集制，借此廢除了餘糧收集制；社會學者皮特林·索羅金借此得出結論：“叛乱分子們通过行动來迫使布爾什維克頒布新经济政策。”

### 無政府主義者起義

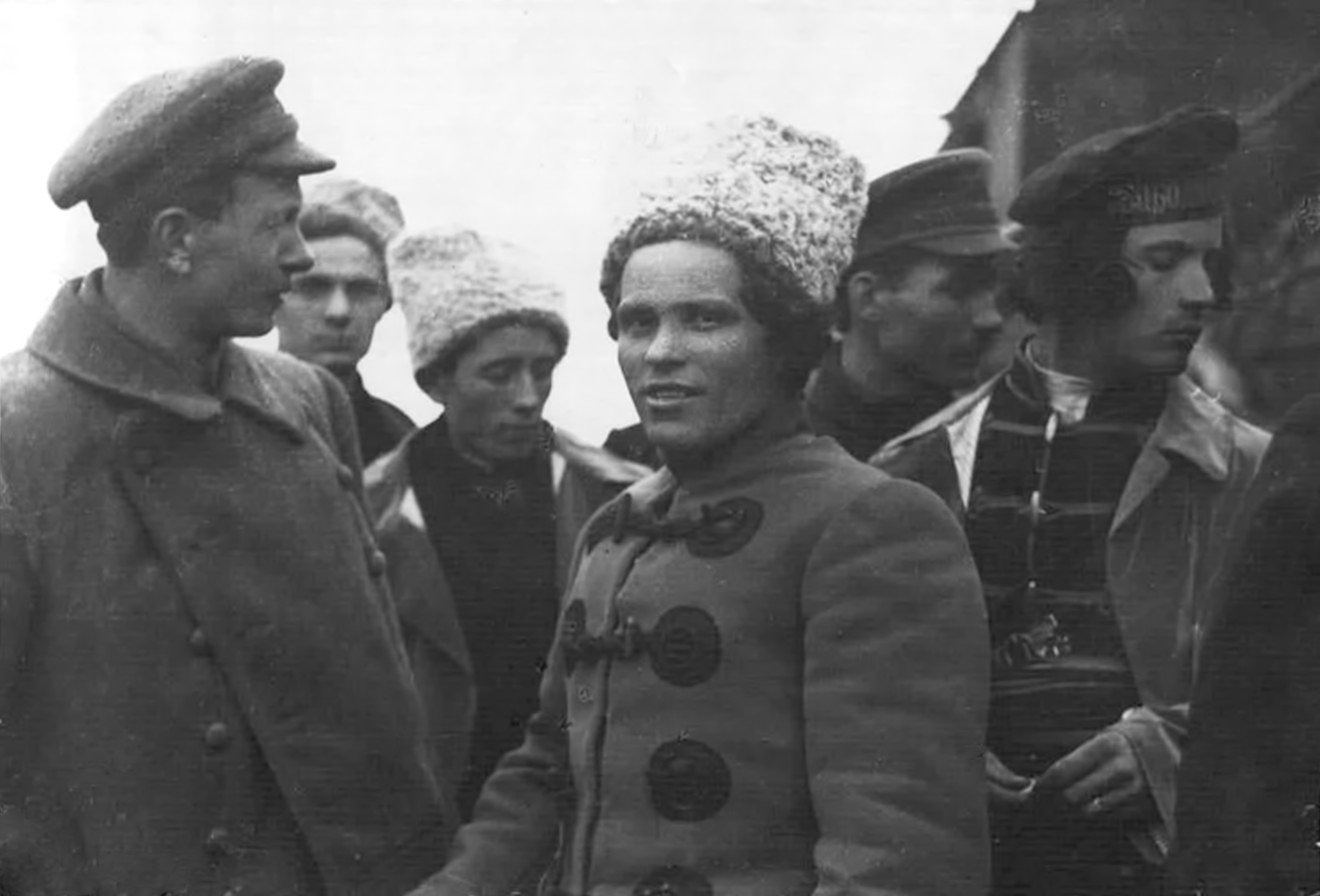
內斯托爾·伊萬諾維奇·馬赫諾與其他黑軍將領

1919年，黑軍同紅軍決裂。无政府主义者和前红军领导人內斯托爾·伊萬諾維奇·馬赫諾所领导的乌克兰革命起义军或稱黑军控制了包括克里米亚在内的乌克兰南部大部分地区。最初，马赫诺的部队站在布尔什维克一边作战，並且對擊敗白軍做出巨大貢獻。然而，紅軍以及黑軍卻因爲其政治主張不同而決裂。決裂後，马赫诺的黑军偶尔会与红军部队作战，如在切克斯特，以及红军襲擊马赫诺运动控制区之時；在布爾什維克開始一系列紅色恐怖清洗後，位於乌克兰的无政府主义者就開始對红军部队持不信任态度。
马赫诺则表示，他支持“自由工农苏维埃”，而不受布爾什維克之控制。因马赫诺是名农村无政府主义者，而認爲布尔什维克是与人民脱节的來自城市的独裁者。同時，他也反对布尔什维克控制的契卡，以及其他類似的，強制性的權威或暴力機構。实际上，马赫诺黑军、无政府主义革命军事委员会和乌克兰无政府主义者確也組建了一個類似於政治機構的政府，即无政府主义者团体联盟大会—其在黑軍所控制之領土之上建立了一個政府。但黑軍們确实允许地方农民自治委员会自治。並且黑軍也如同红军一样，强制征兵且就地处决。然这些措施的使用规模无法与布尔什维克相提並論。在其军事控制的地区，无政府主义革命军事委员会禁止所有反对党。:119并也如同布尔什维克一样，擁有祕密警察以及反間諜部隊。
布尔什维克中央委员会的一些成员曾考虑給予馬赫諾給予一塊獨立之領土而借此做自由意志社會主義之實驗，然而这个想法遭到了列宁和红军战时政委托洛茨基的強烈反对。在每次成功击退白軍的部隊之後，托洛茨基都会下令对马赫诺和黑軍發起新的進攻，只有在白军威胁要再次在战场上击败红军时才会停止。同時，在布爾什維克之命令下，1920年，契卡派了两名特工去試圖暗杀马赫诺，卻失敗。
在紅軍與馬赫諾黑軍決裂，以及在克里米亚最终击败白军弗兰格尔的軍隊之後，托洛茨基下令大规模处决同情马赫诺派的人。随后在1920年11月的联合会议上清算了马赫诺的许多下属指挥官和他整个委員會的人员。1921年8月，马赫诺和黑军的其余成员被迫流亡。

### 喀琅施塔得起義

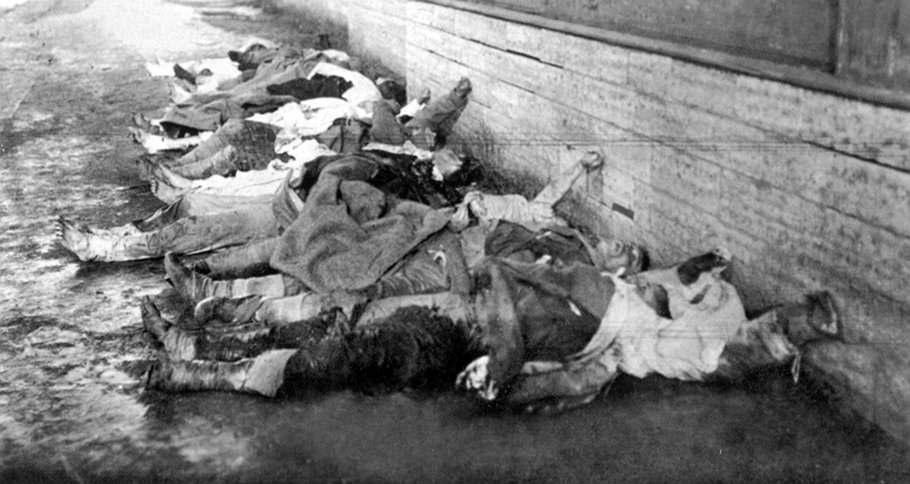
被俘的喀琅施塔得革命水兵会被就地處決

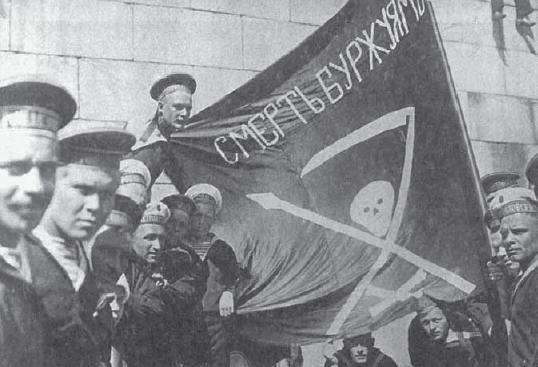
在赫尔辛基的彼得罗巴甫洛夫斯克号战舰上的水手们。黑旗上寫着“資產階級去死！”

1921年3月爆發的喀琅施塔得起義成爲布爾什維克進一步擊破蘇維埃民主制度與建立獨裁道路上的關鍵事件。1921年初，出於对戰時共产主义的政策结果的不满，莫斯科和彼得格勒以及其他农村地區都爆发罢工和示威。布尔什维克对抗议示威的回应是：颁布戒严令，并派红军驱散工人；紧随其后的是契卡對示威工人們進行的大規模逮捕。布爾什維克對其的大規模镇压和部分让步只是暂时平息了不满情绪。1921年3月份之時，彼得格勒的抗議與罷工運動繼續。这一次，驻扎在工廠附近喀琅施塔得岛屿堡垒上的水手们隨後加入工人行列。喀琅施塔得的水兵們開始對布尔什维克的政策與其發展愈加失望，反叛的水兵們要求进行一系列改革，包括：减少布尔什维克對蘇維埃的權力；以及新选出的苏维埃委员会要包括社会主义和无政府主义者團體在內；解除對工人和農民、無政府主義者、左翼社會主義政黨的壓制；廢除黨在各軍事組織中的戰鬥分遣隊；廢除黨在工廠和企業的警衛；舉行新的自由的蘇維埃選舉等。
然而，其卻被布爾什維克認爲爲反革命；其後喀琅施塔得起義的工人們以及起義水手隨即就被紅軍鎮壓，一千名革命水手等因而喪生，剩下的一千二百人叛亂水手在一周內就被處決，剩餘的不是逃亡農村就是流亡國外。起義被布爾什維克殘暴的鎮壓之後，起義水手提出的任何要求都沒被接受，反而，布爾什維克進一步借此鞏固其獨裁地位，布爾什維克黨內部的各種左翼反對派被流放或被逮捕入獄，持不同政見者也被開除出黨。起義之時正值俄共（布）第十次代表大会召开之际。在會議上，列宁认为，苏维埃和布尔什维克党内的民主集中制原则仍能保证民主。然而，面对布尔什维克黨內部分派系中对喀琅施塔得起義的支持。列宁爲此发布了一项关于俄共党内派别的“临时”禁令，而這所謂的臨時禁令卻一直延續到1989年的革命，儘管如此，但在斯大林掌權之前，黨內依舊有些許自由辯論，而到了斯大林掌權後，一切都不同了。根据一些批评者的说法，禁令使党内的民主程序成为一种空洞的形式，并帮助斯大林在党内巩固了更多的权力。蘇維埃也由此轉成了官僚機構，并完全將蘇維埃置於布爾什維克黨和政治局的控制之下。

### 工人反對派

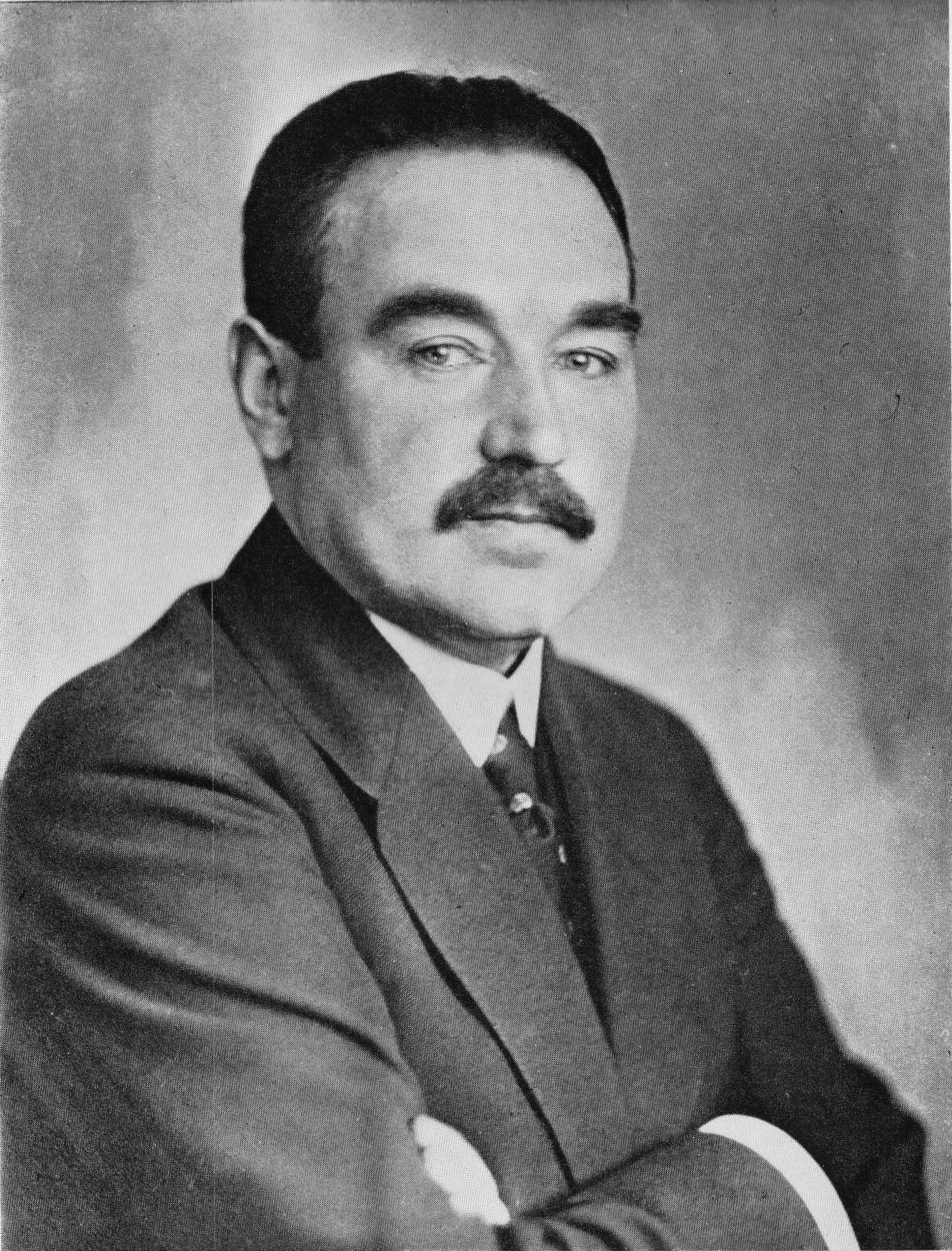
亞歷山大·什利亞普尼科夫

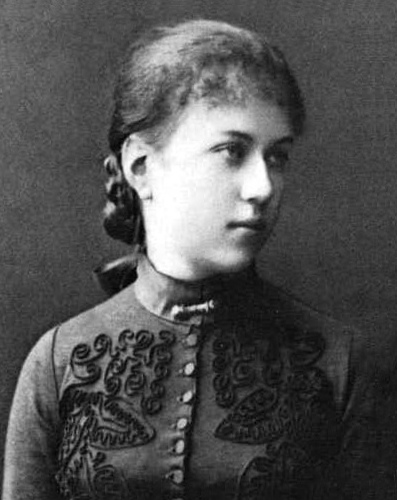
亞歷山德拉·柯倫泰

1920年左右，以亞歷山大·什利亞普尼科夫、謝爾蓋·梅德韋傑夫和其他工人階級出身爲首的工會會員在俄國共產黨內形成了新的左翼派別，稱工人反對派。1921年，工人反對派獲得亞歷山德拉·柯倫泰的支持，後者因此出版一本名為《工人反對派》的小冊子。這個新派別的要求有時與一些叛亂者的要求相差無幾，但與叛亂者不同的是，工人反對派支持政府，在政府內部進行和平爭論，而非訴諸暴力起義。工人反對派也積極支持政府鎮壓叛亂，曾自願派遣代表參與鎮壓喀琅施塔得起義。喀琅施塔得叛亂發生後，列寧認為，黨需要團結，因為他們的敵人正試圖利用黨的不團結來擊破他們。最終，工人反對派和其他派別被解散，但兩個主要派別：工人反對派和民主中央派的領袖被納入新的領導層。

### 結果
以上叛亂導致其他左翼的社會主義黨派和無政府主義者通通被布爾什維克所鎮壓。作爲讓步，布爾什維克頒布了新經濟政策。格魯吉亞遭入侵後，一些著名的孟什维克也移居国外，比如孟什維克領導人尤里·奥西波维奇·马尔托夫因身體不佳而移居德國。

## 莫斯科審判
1937年的莫斯科审判期间，有人称托洛茨基、列夫·加米涅夫和格里戈里·季诺维也夫等人也参与了左翼社会革命党起义。
尤里·费尔斯廷斯基的觀點是：左翼社会革命党人起义是為布尔什维克所发动，其目的在于为獲得诋毁左翼社会党人之借口。然卻遭到L.M. Ovrutskii和Anatolii Izrailevich Razgon的反駁。

## 另見
- 俄國無政府主義（英语：Anarchism in Russia）
- 無政府共產主義
- 反史達林主義左翼
- 黑軍
- 共產主義
- 世界革命
- 戰時共產主義
- 喀琅施塔得起義
- 新經濟政策